# Gumiember (X-akták)
A Gumiember (Squeeze) az X-akták című amerikai sci-fi sorozat első évadának harmadik epizódja. Ez az első olyan rész, amelyet Glen Morgan és James Wong írt, illetve amely nem idegen elrablással és UFO-összeesküvés-elmélettel foglalkozik. Az epizódot Harry Longstreet rendezte.
A Gumiember Eugene Victor Tooms, aki egy biológiai mutációnak köszönhetően képes megnyújtani testét. A különleges képesség a férfinél emberi máj iránti étvággyal, és hosszú élettartammal párosul.

## Cselekmény
|  | Alább a cselekmény részletei következnek! |

Tom Colton, az FBI ügynöke Scully segítségét kéri egy sorozatgyilkos megtalálásához. Az áldozatokat zárt helyen gyilkolták meg, és mindnek kitépték a máját.
Mulder ügynök Colton akarata ellenére csatlakozik a nyomozáshoz. Torz, elnyúlt ujjlenyomatot talál az egyik gyilkosság színhelyén. Mulder kapcsolatba hozza a bűntényt a 30 évenként előforduló gyilkosságsorozatokkal, melyek mindig 5 áldozatot követelnek, és mindegyik holttestnek kitépték a máját.
Mulder és Scully külön kezdenek el nyomozni. Az egyik gyilkosság helyszínén Mulder azt bizonygatja Scully ügynöknek, hogy a tettes nem fog visszatérni a színhelyre, amikor figyelmesek lesznek a szellőzőből jövő zajra. A felbukkanó férfi, Eugene Tooms, az Állategészségügyi Hivatal dolgozója. A két ügynök kihallgatja a férfit, még hazugságvizsgálatnak is alávetik. Tooms minden válasza helytálló, csak az életkorának említésekor bizonytalan.
Mulder úgy gondolja, Eugene Tooms az elkövető. Számítógéppel eltorzítja a férfi ujjlenyomatát és összehasonlítja a korábbi esetek során gyűjtött lenyomatokkal. Ezek megegyeznek, és Scully megdöbbenve áll a tények előtt. Lassan elfogadja társa elméletét.
Tooms eközben újból gyilkol. Mulder és Scully felkeresik a lakóhelyét, de rájönnek, hogy ott sosem lakott senki. Scully megtalálja az 1933-as esetben nyomozó Frank Briggs seriffet. Briggs mindent elmond, azt is, hogy nem lehetett Toomsra bizonyítani a gyilkosságokat.
A két ügynök felkeresi a Tooms 1933-as lakcímén álló romos épületet, ahol egy üregben megtalálnak pár apró tárgyat, amelyeket Tooms az áldozataitól vett el az évtizedek során. Mulder elmélete szerint Tooms egy genetikai mutáns, aki 30 évre hibernálja magát és emberi májat eszik. Amikor elhagyják az épületet, a közelben rejtőző Tooms ellopja Scully nyakláncát.
Scully megfigyelteti az épületet, de Colton nyomozó váratlanul visszarendel mindenkit. Az oda érkező Mulder senkit sem talál az épületnél. Mire behatol a házba, Tooms már sehol. Megtalálja Scully elvesztett nyakláncát a trófeák között. Azonnal a társa lakására siet, és épp időben érkezik, hogy megmentse a nő életét a gyilkos karmaiból. Tooms börtönbe kerül, ahol elkezdi az új fészkét építeni, miután ebédre májat szolgálnak fel neki.

## Vendégszereplők
- Donal Logue – „Tom Colton”
- Henry Beckman – „Frank Briggs”
- Doug Hutchison – „Eugene Victor Tooms”
- Kevin McNulty – „Fuller ügynök”
- Terence Kelly – „George Usher”
- Gary Hetherington – „Kennedy”
- Rob Morton – „Kramer”
- James Bell (II) – „Johnson nyomozó”
- Paul Joyce – „Mr Werner”

## Érdekességek
- A Fuller ügynököt alakító Kevin McNulty a 3. évad Apokrif iratok című epizódjában is feltűnik, ugyancsak Fuller ügynök szerepében. Ezenkívül McNulty egy másik epizódban is szerepel, a 2. évad Szórt fény című részében ő az, aki bezárja Dr. Bantont a részecskegyorsítóba.
- Az epizód mutat némi hasonlóságot Stephen King Az című regényével. Mindkettő egy olyan lényről szól, amely embereket öl, majd 30 éven keresztül alszik. Mindazonáltal a regény egy természetfeletti teremtményről szólt, míg a Gumiember egy mutánsról.
- A jelenet, melyben Mulder és Scully először lépnek be Tooms lakásába a főcímdalban is látható.
- Eugene Victor Tooms szerepében valójában két színész volt látható. Az egyikük volt Doug Hutchison, a másikuk szerepelt azon jelenetekben, melyekben Tooms szűk helyekre mászott be.
- Doug Hutchison, Eugene Victor Tooms megformálója a való életben vegetáriánus, legalábbis akkoriban az volt. A forgatás után Doug Hutchison elküldte egy állat máját Chris Carternek, köszönetképpen azért, hogy eljátszhatta a karaktert.
- Eugene Tooms az Exeter Street 66 szám alatt lakik.
- Az első évad 20. epizódja, a Gumiember visszatér erre az epizódra épül.
- Két, szinte kizárólag a földönkívüliekkel foglalkozó rész után Carter megkérte Glen Morgant és James Wongot, hogy írjanak valami mást, de ugyancsak megmagyarázhatatlant, mert nem akarta, hogy sorozata olybá tűnjék, csak az idegenekről szól. A két forgatókönyvíró Hasfelmetsző Jackből és az irodájuk előtt álló szellőzőkéményből merítette az inspirációt.

## Az epizód címe más nyelveken
- Angol: Squeeze
- Spanyol: Infiltrarse
- Francia: Compressions
- Olasz: Omicidi del terzo tipo
- Orosz: Узкий

## Külső hivatkozások
- Squeeze az Internet Movie Database oldalon (angolul)
- Az epizódról a The X-Files Wikin (angol)
  - Az elkövetőről a The X-Files Wikin (angol) (figyelem: egy következő rész spoilere is olvasható itt!)
- Squeeze - TV.com Archiválva 2008. szeptember 7-i dátummal a Wayback Machine-ben